# Zorzines submontana
Zorzines submontana är en fjärilsart som beskrevs av Inoue 1982. Zorzines submontana ingår i släktet Zorzines och familjen nattflyn. Inga underarter finns listade i Catalogue of Life.